# Pseudione magna
Pseudione magna là một loài chân đều trong họ Bopyridae. Loài này được Shiino miêu tả khoa học năm 1951.